# كيريل مهتكوف
كيريل مهتكوف (بالبلغارية: Кирил Метков)‏ (Kiril Metkov) (مواليد 1 فبراير 1965)، هو لاعب كرة قدم سابق كان يلعب كلاعب وسط. يلعب مع منتخب بلغاريا لكرة القدم منذ عام 1989.

## وصلات خارجية
- كيريل مهتكوف على موقع رابطة كرة القدم اليابانية للمحترفين (اليابانية)
- كيريل مهتكوف على موقع قاعدة بيانات كرة القدم.إي يو (الإنجليزية)
- كيريل مهتكوف على موقع ناشيونال فوتبول تيمز (الإنجليزية)
- كيريل مهتكوف على موقع Soccerway.com (الإنجليزية)
- كيريل مهتكوف على موقع عالم كرة القدم.نت (الإنجليزية)

- National Football Teams